# Austria en los Juegos Olímpicos de Innsbruck 1976
Austria estuvo representada en los Juegos Olímpicos de Innsbruck 1976 por un total de 77 deportistas que compitieron en 10 deportes.  
El portador de la bandera en la ceremonia de apertura fue el esquiador Franz Klammer.

## Medallistas
El equipo olímpico austríaco obtuvo las siguientes medallas:
| Nombre                        | Deporte         | Competición        |
| ----------------------------- | --------------- | ------------------ |
| Oro                           |                 |                    |
| Franz Klammer                 | Esquí alpino    | Descenso M         |
| Karl Schnabl                  | Saltos en esquí | Trampolín grande M |
| Plata                         |                 |                    |
| Brigitte Totschnig            | Esquí alpino    | Descenso F         |
| Anton Innauer                 | Saltos en esquí | Trampolín grande M |
| Bronce                        |                 |                    |
| Franz Schachner Rudolf Schmid | Luge            | Doble M            |
| Karl Schnabl                  | Saltos en esquí | Trampolín normal M |